# Лез-Еплатюр (аеропорт)
Аеропорт Лез-Еплатюр (фр. Aéroport régional Les Éplatures, (ICAO: LSGC)) - невеликий міжнародний аеропорт поблизу Ла-Шо-де-Фон, Швейцарія. Аеропорт обслуговує чартерні, реакреаційні рейси та рейси авіатаксі.
Перший літак приземлився на летовищі в 1912 році.

## Опис
Аеропорт знаходиться на висоті 1027 м над середнім рівнем моря. Він має одну злітно-посадочну смугу, позначену 06/24 з асфальтовою поверхнею, розміром 1130х27 м

## Авіалінії та напрямки
Наступні авіалінії пропонують регулярні та чартерні рейси в аеропорту Лез-Еплатюр:
| Авіакомпанія          | Пункт призначення      |
| --------------------- | ---------------------- |
| Swiss Flight Services | Сезонний чартер: Ельба |

Найближчий великий міжнародний аеропорт - Базель-Мюлуз-Фрайбург, за 100 км на північний схід.